# Lachnospermum imbricatum
Lachnospermum imbricatum là một loài thực vật có hoa trong họ Cúc. Loài này được (Berg.) Hilliard mô tả khoa học đầu tiên năm 1981.